# سبال
السَّبَال أو سابال (الاسم العلمي: Sabal) هو جنس نباتي يتبع فصيلة الفوفلية من رتبة الفوفليات.